# الهجمات الصاروخية على بردعة 2020
الهجمات صاروخية على بردعة (بالأذرية: Bərdənin bombalanması) كانت سلسلة من ثلاث غارات جوية على مدينة بردعة، فضلا عن قريتي سيريكو وقرايوسيفلي في نفس المنطقة، في أذربيجان خلال حرب حرب مرتفعات قره باغ 2020. شملت الهجمات صواريخ من طراز بي إم-30 سميرتش برؤوس حربية عنقودية، وأسفرت عن مقتل 27 مدنياً.
وقع الهجوم الأول في 27 أكتوبر، مما أسفر عن مقتل 5 مدنيين وإصابة 13 آخرين. في اليوم التالي، 28 أكتوبر / تشرين الأول، سقطت عدة صواريخ على بردعة، مما أسفر عن مقتل 21 مدنياً، من بينهم متطوع في الهلال الأحمر، وإصابة 60 آخرين. كان هذا هو الهجوم الأكثر دموية على المدنيين وشهد أكبر عدد من القتلى المدنيين خلال الحرب. في 7 نوفمبر، أطلقت القوات الأرمينية صاروخًا على قرية جيريكو، مما أدى إلى مقتل صبي يبلغ من العمر 16 عامًا.
واتهمت أذربيجان أرمينيا بارتكاب تلك الهجمات وقالت إنها استخدمت ذخائر عنقودية ضد المدنيين. تحققت هيومن رايتس ووتش ومنظمة العفو الدولية من استخدام الذخائر العنقودية من قبل أرمينيا، مضيفتين أن «إطلاق الذخائر العنقودية على مناطق مدنية أمر قاسي ومتهور، ويسبب موتاً وإصابات وبؤساً لا يوصف». نفت أرمينيا أي مسؤولية، في حين أقرت جمهورية أرتساخ غير المعترف بها بمسؤوليتها عن الهجمات لكنها ذكرت أنها استهدفت منشآت عسكرية.

## خلفية
في 27 سبتمبر عام 2020، اندلعت اشتباكات في مرتفعات قره باغ المتنازع عليها، التي هي في معظمها بحكم الأمر الواقع تسيطر عليها آرتساخ، ولكن بحكم القانون جزءا من أذربيجان. يبلغ عدد سكان بردعة 40 ألف نسمة. وتبعد حوالي 20 كيلومتر (12 ميل) شمال شرق خط تماس مرتفعات قرة باغ.
بدأت المحادثات الثلاثية حول الصراع بين وزراء خارجية روسيا وأرمينيا وأذربيجان في 9 أكتوبر 2020 في موسكو. شارك سيرجي لافروف، زهراب مناتساكانيان، وجيحون بيراموف في المحادثات. أصدر لافروف بيانًا مشتركًا بعد عشر ساعات من المحادثات التي انتهت في الساعة 03:00 بالتوقيت المحلي، أكد أن وقف إطلاق النار لأسباب إنسانية سيدخل حيز التنفيذ في منتصف النهار. وبعد دقائق من الموعد المقرر لبدء الهدنة، ألقى الطرفان باللوم على بعضهما البعض لخرق وقف إطلاق النار.
منذ 4 أكتوبر / تشرين الأول، تعرضت مدينة كنجه، ثاني أكبر مدينة في أذربيجان، لأربع صواريخ أرمينية وأرتساخية، مما أدى إلى مقتل 25 مدنياً وإصابة 125 آخرين. في 8 أكتوبر، أفادت وزارة الدفاع الأذربيجانية أن منطقة بردعة تعرضت للقصف بواسطة قاذفة صواريخ من طراز أو تي آر-21 توشكا.

## الرد الأذربيجاني
بعد فترة وجيزة من الهجمات، أصدرت وزارة الدفاع الأذربيجانية لقطات لطائرة بدون طيار، زعمت أنها انتقمت من الهجمات، واستهدفت بشكل خاص الجنود الأرمن، وليس المعدات.
حدد الجيش الأذربيجاني موقع إطلاق النار للقاذفة بي إم-30 سميرتش المشاركة في الهجمات، وفي 29 أكتوبر تم تدميرها. في 30 أكتوبر، أعلنت وزارة الدفاع الأذربيجانية تدمير قاذفتين أخريين من نفس النوع استهدفتا بردعة وترتر

## ردود الفعل
في أذربيجان، تم إدانة الهجمات بشدة، حيث وصفت الإدارة الرئاسية للبلاد الهجوم الأول بأنه «عمل جديد من أعمال الإبادة الجماعية ضد الشعب الأذربيجاني»، بينما وصفت مفوضة حقوق الإنسان في أذربيجان صبينة علييفا الهجوم الثاني بأنه «عمل إرهابي ضد المدنيين». ووعد الرئيس الأذربيجاني إلهام علييف برد مناسب على الهجمات. كما صرحت نائبة الرئيس الأذربايجاني مهربان علييفا أن الهجمات كانت وحشية وأعربت عن تعازيها. ووصفت وزارة الخارجية الأذربيجانية الهجمات بأنها «جرائم ضد الإنسانية».
على الصعيد الدولي، تمت إدانة الهجمات من طرف، سفراء تركيا وباكستان، وإيران، وفرنسا، وكازاخستان في أذربيجان، ومن طرف السياسي الإيراني حسن عاملي، والمجلس التركي.
صرحت ماري ستروثرز، المديرة الإقليمية لأوروبا الشرقية وآسيا الوسطى في منظمة العفو الدولية، أن «إطلاق الذخائر العنقودية على المناطق المدنية هو أمر قاسٍ ومتهور، ويسبب وفيات وإصابات وبؤسًا لا يوصف». وبالمثل، أصدرت هيومن رايتس ووتش تقريرًا عن الهجوم، أكد استخدام الذخائر العنقودية ودعت أرمينيا إلى التوقف عن استخدام الأسلحة المحظورة.